# 横滨商科短期大学
横滨商科短期大学（日语：／ Yokohama Shōka Tanki Daigaku *）是过去一所位于日本神奈川县横滨市鹤见区的私立短期大学。1966年成立，1969年隨著學校改制為橫濱商科大學而廢止。

## 概要

### 简介
- 学校法人吉泽学园经营之短期大学。学校最早可以追溯到1941年即商业学校[注 2]的创立[1]。短期大学为于1966年开办、同时开始招収男女学生。以后招生到1967年、停办于1969年[2]。 学校法人吉泽学园改编为学校法人横滨商科大学、现在各自一个大学、高等学校。

### 历史
- 1966年 横滨商科短期大学成立并同时设置商科。招生定额是150名[2]、学生数83（含男66、女17）[3]
- 1967年 最后一年招生、次年停止招生（正式停办于1969年3月31日[2]）。

## 学校环境
- 校区：在了神奈川县横滨市鹤见区[注 1]

## 历任校长
- 松本武雄：就任短期大学校长从开办到停办[3][4]。

## 组织

### 学科
- 商科

### 专科
| - 没有 |

### 业余课程
| - 没有 |

## 相关链接
- 日本短期大学列表